# 3208 Lunn
For the English soprano, see Joanne Lunn
3208 Lunn (1981 JM) là một tiểu hành tinh vành đai chính được phát hiện ngày 3 tháng 5 năm 1981 bởi E. Bowell ở Flagstaff (AM).